# Walter Wolf Racing
Walter Wolf Racing foi uma equipe canadense de Fórmula 1 que disputou as temporadas de 1976 a 1980. A equipe foi fundada após Walter Wolf comprar parte da Frank Williams Racing Cars, que pertencia a Frank Williams. Teve como melhor resultado, nos construtores, em 1977, quando foi 4° colocada com três vitórias.
Foi comprada pela Fittipaldi Automotive em 1980.
Pela equipe passaram os campeões Jody Scheckter, James Hunt e Keke Rosberg.